# (1039) Sonneberga
(1039) Sonneberga es un asteroide que forma parte del cinturón de asteroides y fue descubierto el 24 de noviembre de 1924 por Maximilian Franz Wolf desde el observatorio de Heidelberg-Königstuhl, Alemania.

## Designación y nombre
Sonneberga fue designado inicialmente como 1924 TL.
Más adelante, se nombró por la ciudad alemana de Sonneberg.

## Características orbitales
Sonneberga está situado a una distancia media de 2,68 ua del Sol, pudiendo acercarse hasta 2,522 ua. Tiene una excentricidad de 0,05901 y una inclinación orbital de 4,555°. Emplea en completar una órbita alrededor del Sol 1603 días.